# Susana Reberdito
Susana Saéz-Díez Reberdito (* 25. November 1962 in San Sebastián, Spanien) ist eine spanische bildende Künstlerin. Ihre häufigste Ausdrucksform ist die Ölmalerei, aber sie hat auch in den Bereichen Skulptur, digitale Kunst und Keramik gearbeitet.
Im Jahr 1990 gewann sie den internationalen öffentlichen Wettbewerb zum Malen des Wandgemäldes in der Sala María Blanchard des Palacio de Festivales de Cantabria in Santander, Spanien. Seit 1995 lebt und arbeitet Susana Reberdito zwischen Spanien und Deutschland.

## Leben
Susana Reberdito wurde in San Sebastián geboren und wuchs in Plasencia und ab 1974 in Santander auf.
Von 1980 bis 1984 lernte Reberdito Zeichnen und Malen in den Ateliers von Xesús Vázquez und Esteban de la Foz. Sie begann ihr Universitätsstudium 1982 und stellte 1983 in ihrer ersten Gruppenausstellung aus. 1985 zog sie nach Madrid, um ihr Universitätsstudium zu beenden. Dort erhielt sie 1988 einen Abschluss in Kunstgeschichte an der Autonomen Universität Madrid. An der Autonomen Universität Madrid war sie Schülerin unter anderem von José Jiménez und Guillermo Solana.
Von 1987 bis 1993 nahm sie an den Talleres de Arte Actual am Círculo de Bellas Artes in Madrid, unter anderem unter der Regie von Juan Navarro Baldeweg (1987), José Luis Alexanco (1988), Jiří Georg Dokoupil (1989), Soledad Sevilla (1989) und Magdalena Abakanowicz (1993).
In den Workshops traf sie mit Mitgliedern der Movida madrileña wie Fabio McNamara zusammen. In den Jahren 1988 und 1989 lebte sie in Tokio, Japan. Nach dem Gewinn eines internationalen öffentlichen Wettbewerbs malte sie 1990 das Wandbild im Maria-Blanchard-Raum im Palacio de Festivales de Cantabria in Zusammenarbeit mit dem Architekten Francisco Javier Sáenz de Oiza. Von 1990 bis 1992 lebte und arbeitete sie in den Vereinigten Staaten und besuchte Graduiertenkurse bei Don Demouro, Ed Wilson und Angelo Ippolito an der State University of New York at Binghamton.
Von 1994 bis 1996 absolvierte sie Tiefdruck-Workshops mit Joan Barbará an der Fundació Pilar i Joan Miró in Palma de Mallorca. 1998 nahm sie als Hörschülerin an den Klassen des Bildhauers Stephan Balkenhol an der Staatlichen Akademie der Bildenden Künste Karlsruhe teil. 2005 lebte und arbeitete sie mehrere Monate im Youkobo Art Space in Tokio, Japan. In den letzten Jahren war ihr Hauptarbeitsplatz in Walldorf in der Nähe von Heidelberg, wo sie ihr Studio hat.

## Rezeption
„Susana Reberditos Bilder sind immer von einer sehr mächtigen Monumentalität besetzt, die bereits in den tanzenden Figuren des griechischen Saal des Festival-Palastes von Santander bis hin zu diesen Ozeane, sogar auch die in den kleineren Formate zu sehen ist. Es scheint merkwürdig, ein Gemälde mit diesen Ausmaß 30 cm × 32 cm, Ozean zu nennen, aber in Wirklichkeit entschwindet diese Monumentalität in dieser kleinen Bildreihe absolut nicht, wenn überhaupt wird sie hervorgehoben. Bei ihr konzentriert sich alles in der Begegnung zwischen zwei Konsistenten und zwar die Substanz mit der größten Ausdehnung des Wassers und die Substanz mit der leichtesten und durchsichtigsten Ausdehnung der Wolke. Im Bild Océano II, ist die Begegnung eine leichte Berührung zwischen dem Meer, das sich aufbläht und die warme Wolke, die über ihn gleitet. Eine Berührung, die sich fast in eine Umarmung von Verliebten verwandelt.

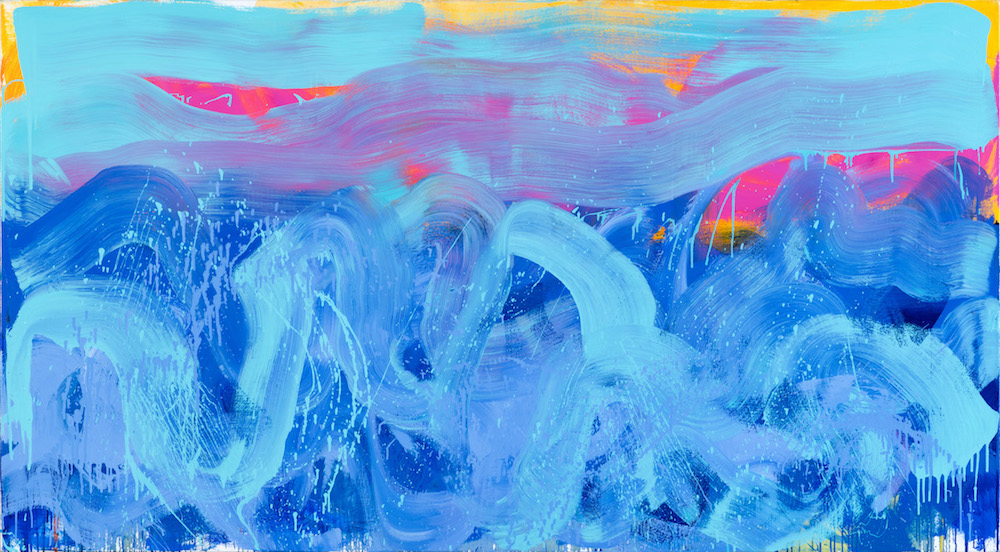
Susana Reberdito, Las Olas III, óleo sobre tela, 2017

Zwischen den kleinen Ozeane, sind vielleicht die am erstaunlichsten, wo der schwarze Hintergrund erlaubt, die variablen Lichtdurchlässigkeiten der großen, groben Pinselstriche in Blau wahrzunehmen, sowie wenn das Licht des Sommers sich in der Dunkelheit der Nacht auflösen würde. Aber der letzte Eindruck, dass das Werk von Reberdito mitteilt, ist nicht von einer Auflösung, sondern von einer Fülle beinhaltet. Die Welle und der Berg, das Meer und die Wolke, das Wasser und das Gemälde identifizieren sich in einer reinen lebendigen Überschwänglichkeit, in einer Feier des Lebens mit einer tiefen Sinnlichkeit und gleichzeitig fast religiös.“

## Einzelausstellungen (Auswahl)
- Susana Reberdito - Del Color y la Forma, Galería Siboney, Santander, Spanien. (2020)[6][7]
- Susana Reberdito: Stillleben - Lautleben, Galerie 100 Kubik, Köln, Deutschland. (2020)[8]
- Meeresrauschen: Susurros del Mar. Espacio Cultural Los Arenales. Gobierno de Cantabria. Santander, Spanien. (2019)[9][10]
- Susana Reberdito: Malerei und Grafik, Galerie p-13, Heidelberg, Deutschland. (2018)[11]
- Schau an, +punkt. Kirche INF 130, Heidelberg, Deutschland. (2018)[12]
- Zwischen Küsten, Wellen und Orangen: Malerei, Städtische Galerie im Alten Spital, Bad Wimpfen, Deutschland. (2017)[13]
- Eine malerische Exkursion, Rhein-Neckar-Kreis and GRN-Klinik, Weinheim, Deutschland. (2017)[14]
- Del dibujo y el color, Galería Siboney, Santander, Spanien. (2016)[15]
- Stillleben, Galerie p-13, Heidelberg, Deutschland. (2015)[16]

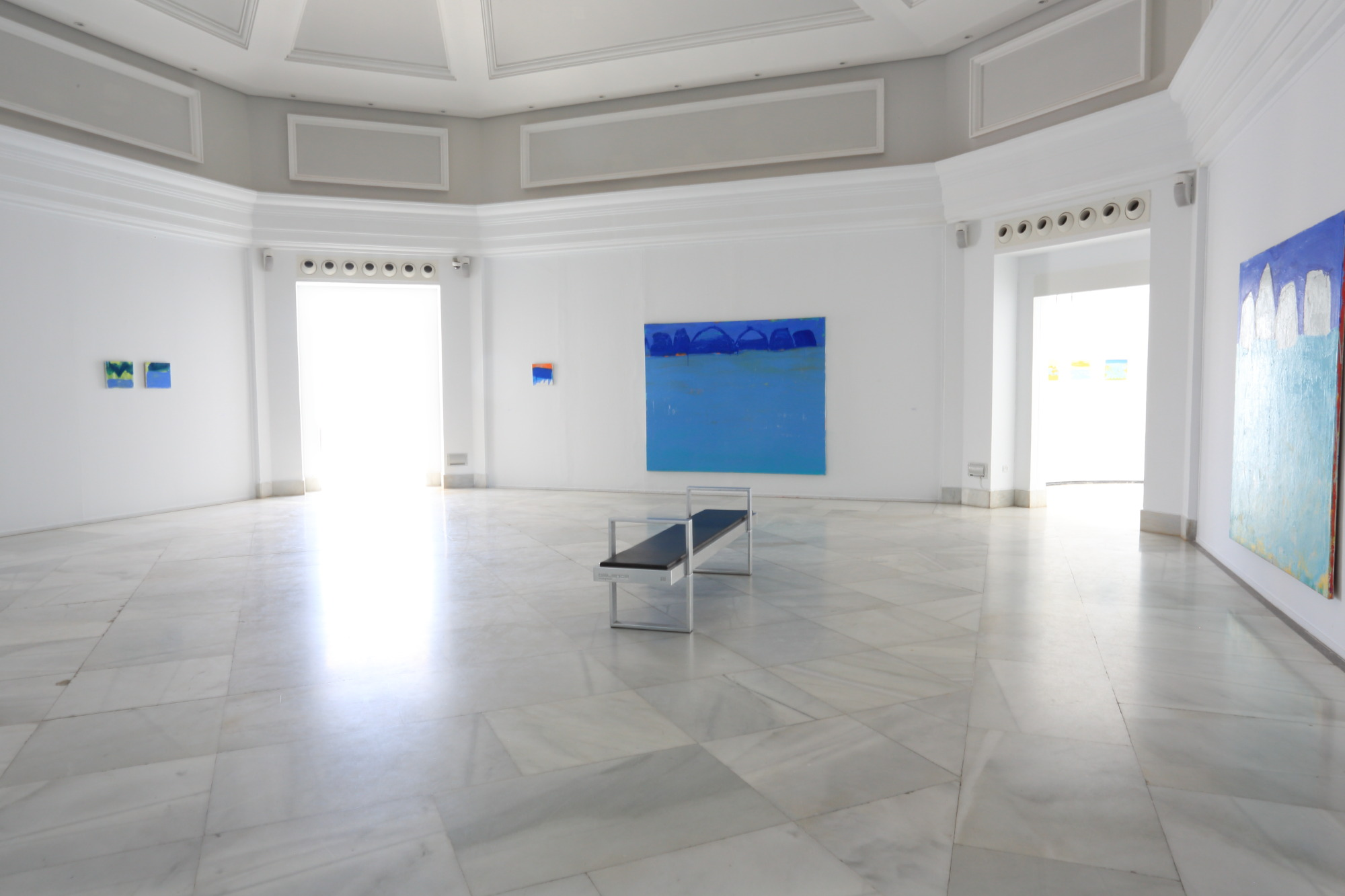
Exposición, Susana Reberdito, Palacete del Embarcadero, Santander 2014

- Océanos, Palacete del Embarcadero, Santander, Spanien. (2014)[17][18]
- Naranjas, Kunst für Walldorf, Galerie Alte Apotheke, Walldorf, Deutschland. (2013)[19][20]
- Youkobo Art Space, Tokio, Japan. (2006)[21][22]
- Susana Reberdito, small Paintings, Sudo Art Museum. Tokio, Japan. (2005)[23]
- Océanos-Malerei. Mannheimer Kunstverein-BGN. Mannheim, Deutschland. (2001)[24]
- Galería Lluc Fluxá.  Palma de Mallorca, Spanien. (1999)[25]
- Galería Trazos Tres.  Santander, Spanien. (1993)[26][27]
- Rosefsky Art Gallery.  State University of New York at Binghamton.  Binghamton, New York, USA. (1990)[28]
- Galería Trazos Tres.  Santander, Spanien. (1990)[29]
- Gallery Kyouni.  Tokio, Japan. (1989)[30][31]

## Ausstellungsbeteiligungen (Auswahl)
- Open Mind, Rosengarten Mannheim, invited by the Künstlerbund Rhein-Neckar, Mannheim, Deutschland. (2019)[32]
- Affordable Art Fair Hamburg, Galerie p-13, Hamburg, Deutschland. (2019)[33]
- das kleine FORMAT, [Kunst] PROJEKTE Monika Ruppert, Mannheim, Deutschland. (2019)[34]
- Agua, [Kunst] PROJEKTE Monika Ruppert, with Kathleen Knauer, Mannheim, Deutschland. (2018)[35]
- Affordable Art Fair Brussels, Galerie p-13, Brüssel, Belgien. (2018)[36]
- Erinnerung an die Zukunft: Künstler der Galerie, Galerie 100 Kubik, Köln, Deutschland. (2017)[37]
- Malas Compañías, Centro Nacional de Fotografía, Torrelavega, Spanien. (2017)[38]
- Atelier & Künstler 10, Rhein-Neckar-Kreis, Schloss Neckarhausen, Edingen-Neckarhausen, Deutschland. (2016)[39][40]
- Sommergäste, Galerie Arthea, Mannheim, Deutschland. (2015)[41]
- Stillleben, Galerie p-13, Heidelberg, Deutschland. (2014)[42]
- Der Berg. Heidelberger Kunstverein. Heidelberg, Deutschland. (2002)[43]
- Atelier und Künstler. Travelling exhibition, 13th Cultural Week,  Rhein-Neckar-Kreis, Deutschland. (2002)[44]
- Mujeres (Manifiestos de una naturaleza muy sutil). Comunidad de Madrid, Madrid, Spanien. (2000)[45]
- Positionen. Galerie von Tempelhoff, Karlsruhe, Deutschland. (2000)
- Figuraciones de Madrid, de un lugar sin límites. Comunidad de Madrid, Madrid, Spanien. (2000)[46]
- Galerie Kasten (with S. Beik).  Mannheim, Deutschland. (1999)
- Bienal de Oviedo. Museo de Bellas Artes de Asturias.  Oviedo, Spanien. (1998)[47]
- Estampa ’97.  Galería Carmen de la Guerra.  Madrid, Spanien. (1997)[48]
- Zwei mal zwei.  Galerie Kasten.  Dresden y Mannheim, Deutschland. (1997)
- KunstHerz. Galerie Kasten.  Dresden y Mannheim, Deutschland. (1996)[49]
- LIV National Fine Arts Exhibition.  Valdepeñas, Spanien. (1993)[50]
- Museo Español de Arte Contemporáneo (MEAC).  Madrid, Spanien. (1992)[51]
- University Art Museum.  State University of New York at Binghamton.  Binghamton, New York, USA. (1991)[52]
- III Bienal de Pintura María Blanchard.  Santander, Spanien. (1991)[53]
- University Art Museum.  State University of New York at Binghamton.  Binghamton, New York, USA. (1990)[54]

## Kunst am Bau
- Wandbild im Maria-Blanchard-Raum (ursprünglich als „Griechischer Raum“ bezeichnet) im Palacio de Festivales de Cantabria, (Francisco Javier Sáenz de Oiza, Architekt).  2,7 × 28 m.  Santander, Spanien. (1990)[55][56]

## Werke in Sammlungen
- Rhein-Neckar-Kreis, Heidelberg, Deutschland
- Dr. Rainer Wild collection, Am Anfang war der Apfel[57], Heidelberg, Deutschland
- Calcografía Nacional, Madrid, Spanien
- Regierungspräsidium, Karlsruhe, Deutschland
- Museo de Arte Moderno y Contemporáneo de Santander y Cantabria, Santander, Spanien
- Gobierno de Cantabria, Santander, Spanien
- Coivsa Inmobiliaria, Valdepeñas, Spanien
- Fundación Botín, Santander, Spanien
- Kyouni Gallery, Tokio, Spanien
- The McNamara Foundation, Sydney, Australia
- Fundació Pilar i Joan Miró, Palma de Mallorca, Spanien
- Rustol Chemicals Co. Ltd., Tokio, Japan
- Tadeo Tanaka, Tokio, Japan

## Preise und Stipendien
- Zuschüsse der Fundació Pilar und Joan Miró zur Teilnahme an zwei Workshops der Stiftung, Palma de Mallorca, 1994
- Erster Preis im internationalen öffentlichen Wettbewerb zur Dekoration der Türen des María Blanchard-Raums des Palacio de_Festivales de Cantabria, Santander, 1990
- Tabacalera S.A. Reisestipendium zur Unterstützung der Einzelausstellung in der Kyouni Gallery in Tokio, Japan, 1989
- Stipendien des Círculo de Bellas Artes zur Teilnahme an den Actual Art Workshops, Madrid 1993–1997
- Erster Preis ex-aequo beim Internationalen Jugendkunstwettbewerb 85, McNamara Group of Companies, Sydney, Australien, 1985
- Zweiter Preis beim nationalen Wettbewerb für junge Kunst, Kulturministerium von Spanien, Valencia, 1985
- Erster Preis beim VII. Nationalen Malwettbewerb „Casimiro Sainz“, Reinosa, 1985
- Erster Preis beim VII. Juvesant'85-Stadtwettbewerb, Santander, 1985
- Erster Preis beim Regionalwettbewerb der Bildenden Kunst, Kulturministerium von Spanien, Santander, 1985
- Dritter Preis beim Regionalwettbewerb der Bildenden Kunst, Kulturministerium von Spanien, Santander, 1984